# Apoštolský vikariát Caquetá
Apoštolský vikariát Caquetá byl vikariát římskokatolické církve, nacházející se v Kolumbii.

## Historie
Dne 20. prosince 1904 byla vytvořena apoštolská prefektura Caquetá, a to z části území diecéze Pasto.
Dne 31. května 1930 byla prefektura povýšena na vikariát se stejným jménem.
Dne 8. února 1951 byl vikariát zrušena a území bylo dáno k vytvoření apoštolského vikariátu Florencia, apoštolského vikariátu Sibundoy a apoštolské prefektury Leticia.

## Seznam prefektů a vikářů
- Fedele da Montclar, O.F.M.Cap. (1905-1930)
- Miguel Monconill y Viladot, O.F.M.Cap. (1930-1946)
- Camilo Plácido Crous y Salichs, O.F.M.Cap. (1947-1951)